# Leptogenys famelica
Leptogenys famelica är en myrart som beskrevs av Carlo Emery 1896. Leptogenys famelica ingår i släktet Leptogenys och familjen myror. Inga underarter finns listade i Catalogue of Life.

## Bildgalleri

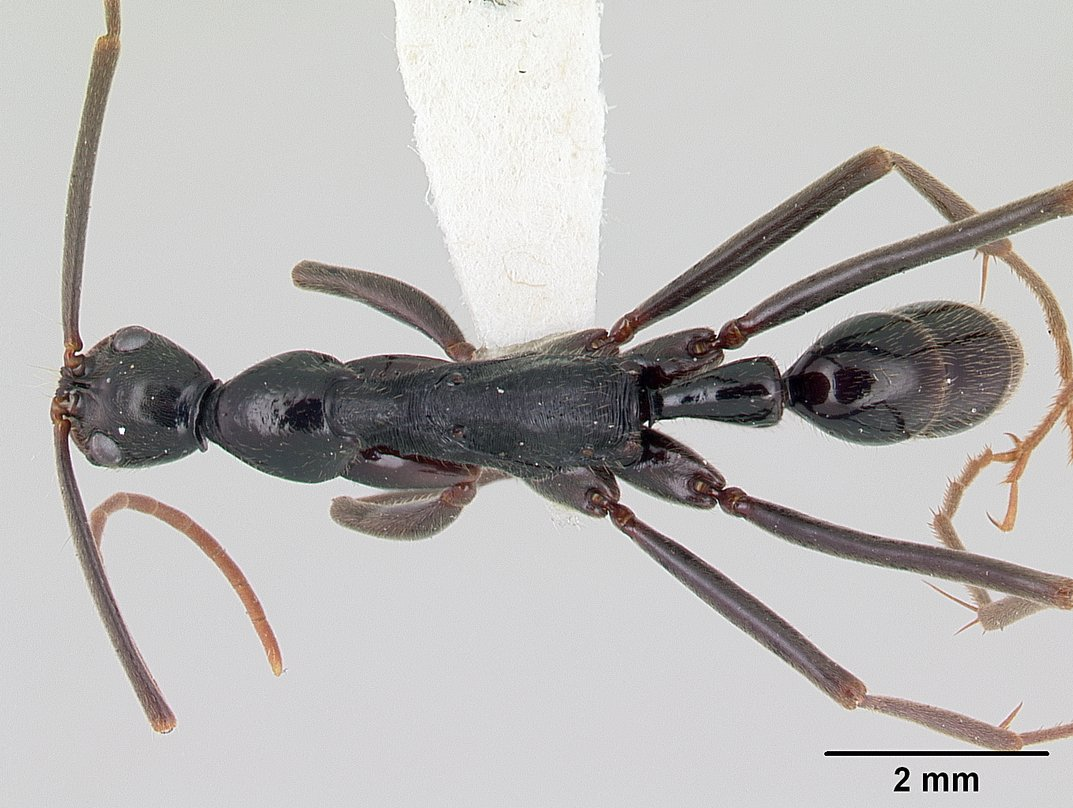
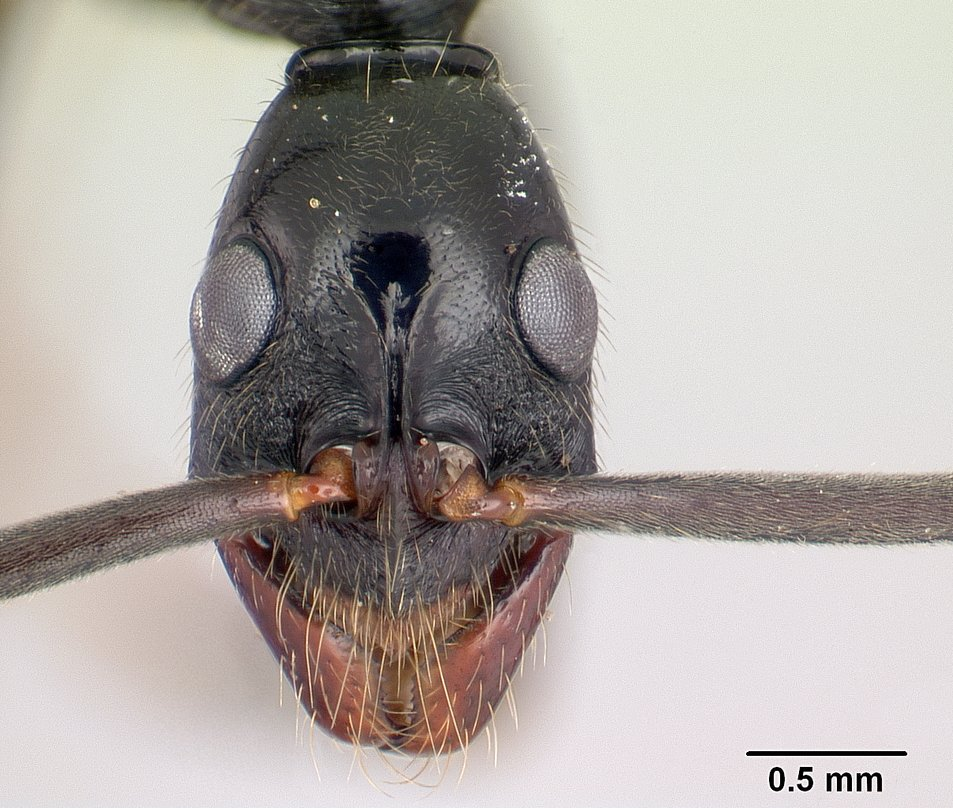
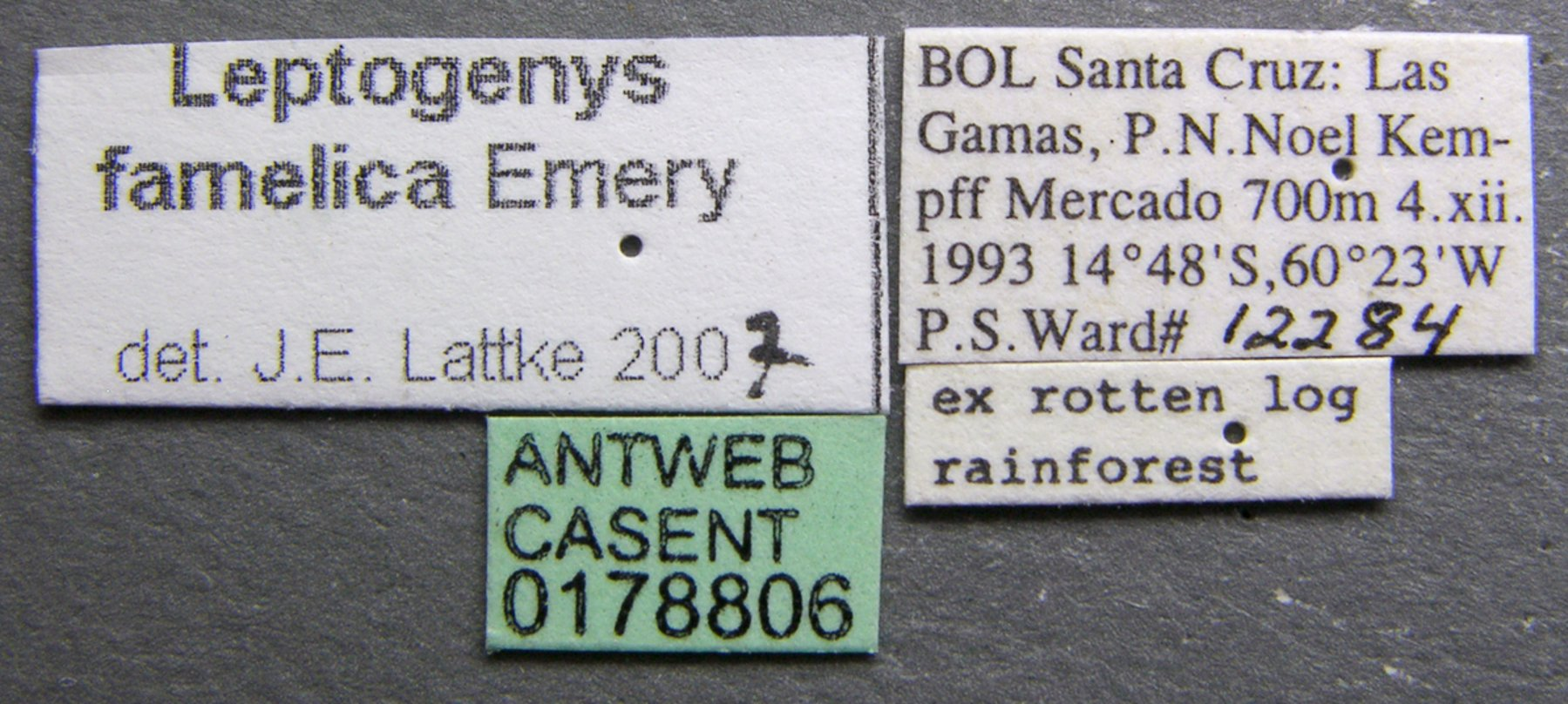
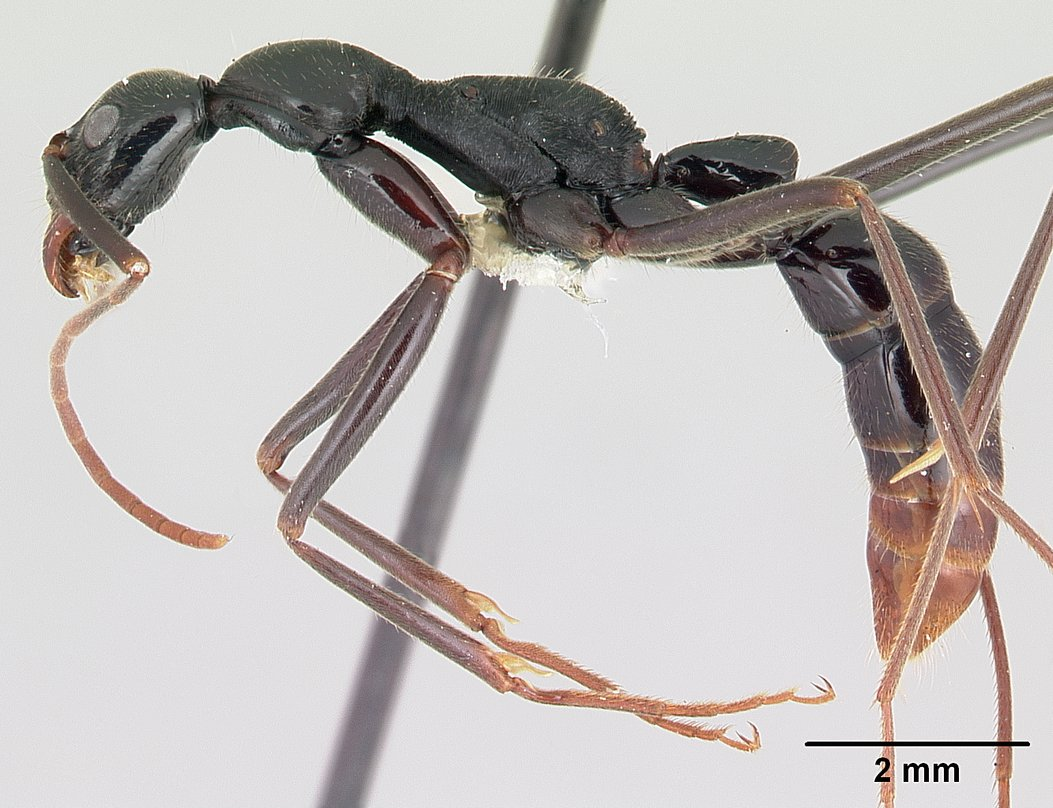